# Josia aurifusa
Josia aurifusa är en fjärilsart som beskrevs av Walker 1854. Josia aurifusa ingår i släktet Josia och familjen tandspinnare. Inga underarter finns listade i Catalogue of Life.